# Tetranchyroderma coreense
Tetranchyroderma coreense is een buikharige uit de familie van de Thaumastodermatidae. De wetenschappelijke naam van de soort werd voor het eerst geldig gepubliceerd in 2013 door Lee, Kim en Chang.

## Voorkomen
De soort komt voor bij Zuid-Korea.